# Боготол
Богото́л (рос. Боготол) — місто (з 1911 року) в Росії, у Красноярському краї, адміністративний центр Боготольського району, однойменна станція Красноярської залізниці. Населення - 19 819 осіб.
В рамках державного устрою утворює муніципальне утворення місто Боготол зі статусом міського округу як єдиний населений пункт в його складі.

## Географія

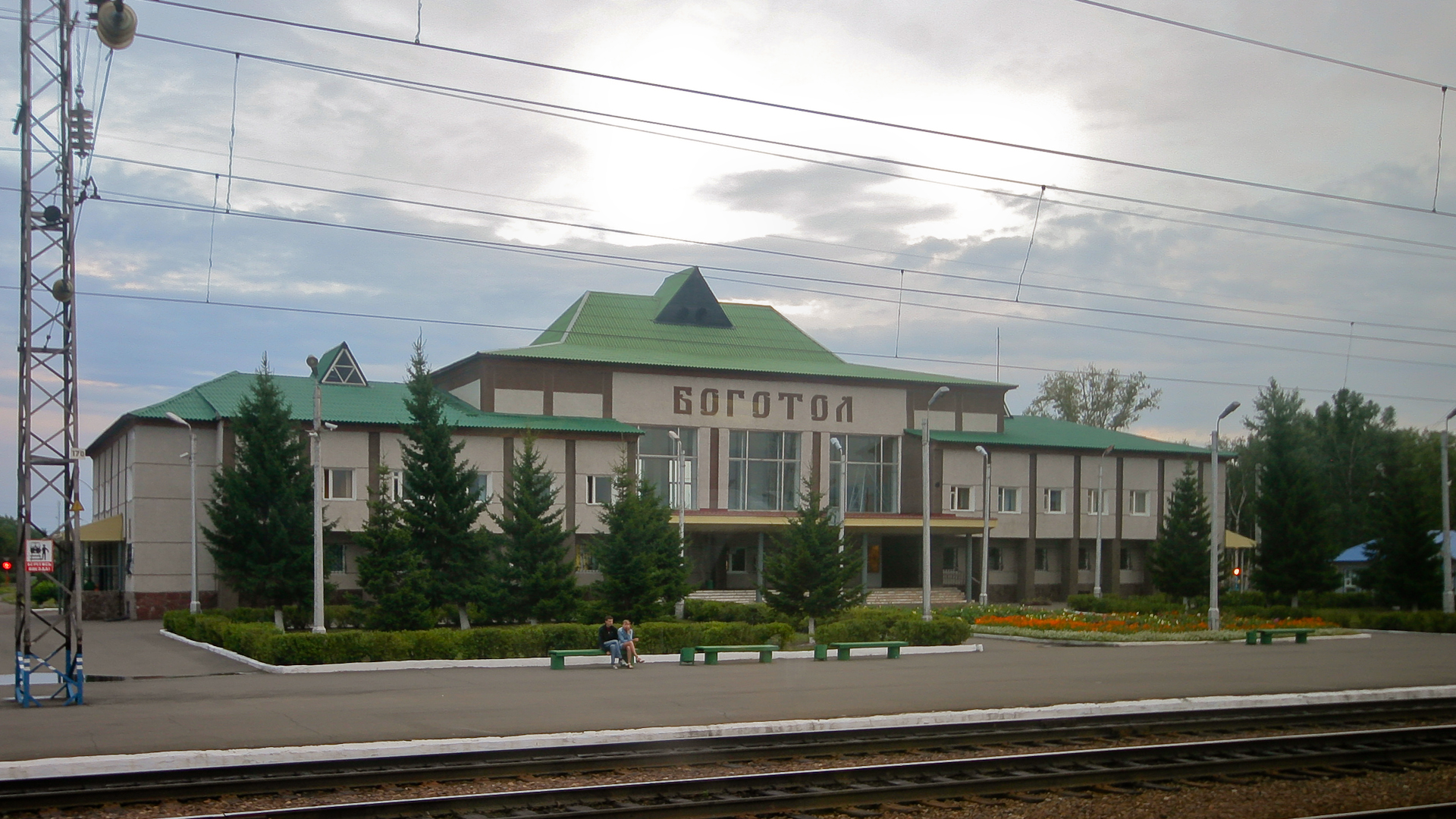
Залізнична станція

Розташований на Транссибірській магістралі за 252 км на захід від Красноярська, за 6 км на північ від річки Чулим в Ачинському лісостепу по обидва боки від залізниці.
Рельєф місцевості виражений слабохолмистої формами, падіння рельєфу спостерігається на північний та південний схід. Фактором, що перешкоджає зростанню міста, є значна заболоченість та залягання бурого вугілля. Забудована частина території становить 524 гектари.
Представляючи собою велику залізничну станцію, Боготол є містом крайового підпорядкування і районним центром Красноярського краю. Основні зовнішні автомобільні зв'язку здійснюються по трасах федерального значення «Сибір» Р 255 та крайового значення «Боготол - Тюхтет».

## Історія

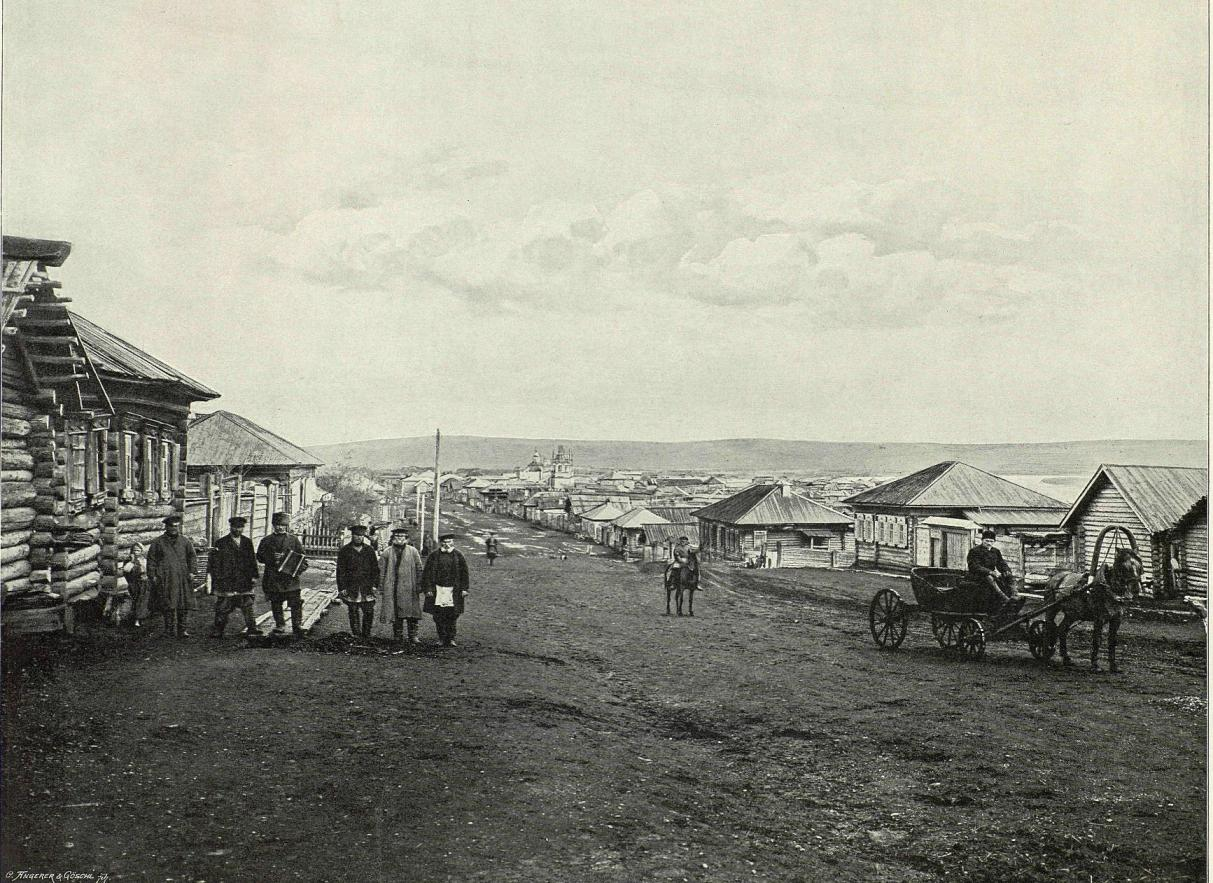
Село Боготол в 1899 році

В кінці 1760-х - початку 1770-х років по зимовищ біля річки Косульки, Чорної річки, а також на станціях Боготольській та Ачинській поселили шість партій засланців. В цілому в другій половині XVIII століття на станції Боготольській було розміщено 459 осіб. У 1782 році у волосному центрі селі Боготол значилося 2009 жителів.

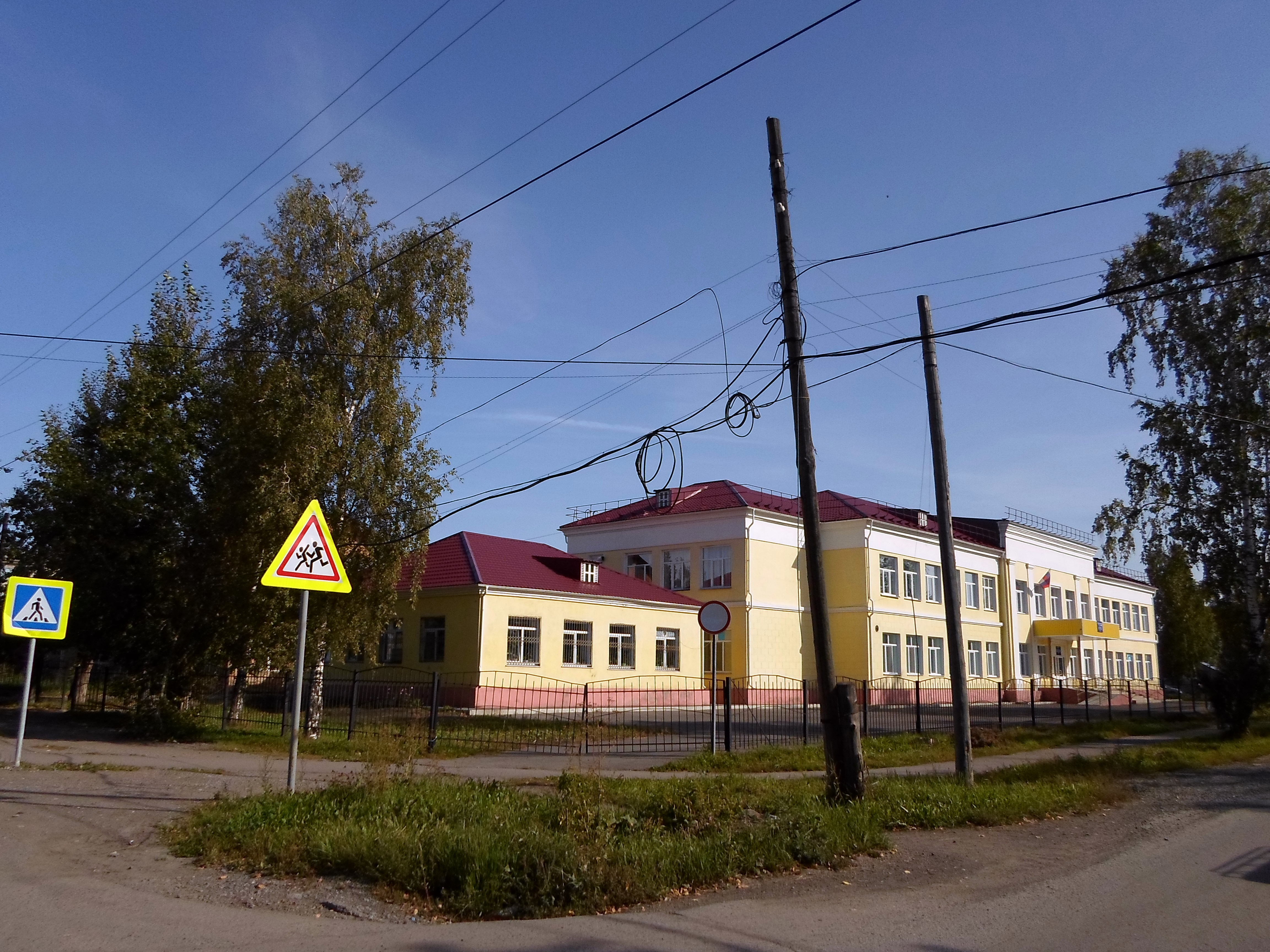
Боготол, середня школа № 4

Становлення і розвиток Боготолу багато в чому пов'язано з гужовим Московсько-Сибірським трактом, а також з Сибірською залізничною магістраллю. Старий Боготол був великим прітрактових селом, про який, наприклад, згадує у своїх подорожніх записках М.О. Радищев в 1791 році. Вдале розташування дозволило селу з часом стати значущим торговим центром округу, а при будівництві в 1890-х роках залізниці, у Боготолі була утворена залізнична станція.
Сучасне місто засноване в 1893 році як селище при залізничній станції на Транссибі з великими шляховими майстернями.